# Creodonta
Creodonta (Креодонта — „меснати зуби”) је неважећи кладус и изумрла ред плаценталних сисара која се више не користи у научној класификацији. Овај ред је био дио мирореда Ferae, и у периоду од средњег палеоцена до касног миоцена је настањивао подручје Европе, Африке, Азије и Сјеверне Америке. Овај ред сисара је обухватала изумрле породице Hyaenodontidae, Oxyaenidae и Prionogalidae. Стручни назив за чланове овог реда сисара је креодонти, али су такође знани и под неформалним називом лажне звијери.

## Етимологија назива
| Ред:      | Поријекло назива од:                                                                                        | Значење назива: |
| --------- | --- | --------------- |
| Creodonta | - старогрчке ријечи креас (стгрч. κρέας), што значи „месо” - и старогрчке ријечи дус (стгрч. ὀδούς), која значи „зуб” | меснати зуби    |

## Опис
Представници реда Creodonta посједују хетеродонтне зубе (тј. различитих су облика, као у већине сисара), који су оштри и шиљасти, изражене очњаке и карнасалне зубе (тј. зубе дераче), који имају крунице у облику ножа и њих користе да би кидали месо, па чак и да би сјекли хрскавицу и кости.

## Систематика

### Историја класификације
Ред Creodonta је дефинисан 1875. године од стране америчког палеонтолога Едварда Дринкера Коупа. Унутар ове групе су уврштени изумрли сисари који су представници породице Oxyaenidae и рода Didymictis. Касније је ова група проширена са породицама Miacidae (унутар које су били уврштени и представници породице Viverravidae), Arctocyonidae, Leptictidae, Ambloctonidae и Mesonychidae. Према мишљењу Е. Д. Коупа, ред Creodonta представа прелазну групу сисара из реда бубоједи (Insectivora) у ред звијери (Carnivora).
Према мишљењу Вилијама Дилер Матјуа из 1909. године, ред Creodonta је био уврштен као подред унутар реда звијери. У овој класификацији, подред је био подјељен у три подгрупе:
- прилагодљиви креодонти (Creodonta adaptiva) или Eucreodi, коју чине породице Miacidae и Arctocyonidae,
- неприлагодљиви креодонти (Creodonta inadaptiva), коју чине породица Mesonychidae и група Pseudocreodi (породице Oxyaenidae и Hyaenodontidae),
- и примитивни креодонти (Creodonta primitiva), коју чини породица Oxyclaenidae.

С временом класификација реда Creodonta се мијењала, да би се на крају дефинисала као група у блиском сродству са звијерима и чији су представници само породица Oxyaenidae и Hyaenodontidae. У овај ред сисара додат и род Prionogale, који је касније уједињен са родом Namasector у породицу Prionogalidae. Према класификацији сисара Томаса Ј. Д. Халидеја из 2015. године ред Creodonta је ближи сродник љускавцима него кладусу Carnivoramorpha.
Ипак, најновија истраживања везана за ове сисаре указују на то да је ред Creodonta неважећи полифилетски кладус сисара, те да се ради о два засебна реда сисара (о реду Oxyaenodonta и реду Hyaenodonta) у блиском сродству са кладусом Carnivoramorpha унутар кладуса Pan-Carnivora. Породица Prionogalidae је дефинисана као дио реда Hyaenodonta.

### Класификација
Класификација реда Creodonta:
| - Ред: †Creodonta (Cope, 1875) (лажне звијери) - Породица: †Hyaenodontidae (Leidy, 1869) - Породица: †Oxyaenidae (Cope, 1877) - Породица: †Prionogalidae (Morales, 2008) |

### Филогенија
Доље приказан кладограм представља филогенетске везе реда Creodonta.

|   | †Oxyaenidae                                                                         |
|   |                                                                                     |
|   | \| ? \| †Prionogalidae \| \| \| †Prionogalidae \| \| \| †Hyaenodontidae \| \| \| \| |
|   |                                                                                     |
| ? | †Prionogalidae                                                                      |
|   | †Prionogalidae                                                                      |
|   | †Hyaenodontidae                                                                     |
|   |                                                                                     |

| ? | †Prionogalidae  |
|   | †Prionogalidae  |
|   | †Hyaenodontidae |
|   |                 |

|   | †Oxyaenidae                                                                         |
|   |                                                                                     |
|   | \| ? \| †Prionogalidae \| \| \| †Prionogalidae \| \| \| †Hyaenodontidae \| \| \| \| |
|   |                                                                                     |
| ? | †Prionogalidae                                                                      |
|   | †Prionogalidae                                                                      |
|   | †Hyaenodontidae                                                                     |
|   |                                                                                     |

| ? | †Prionogalidae  |
|   | †Prionogalidae  |
|   | †Hyaenodontidae |
|   |                 |

|   | †Oxyaenidae                                                                         |
|   |                                                                                     |
|   | \| ? \| †Prionogalidae \| \| \| †Prionogalidae \| \| \| †Hyaenodontidae \| \| \| \| |
|   |                                                                                     |
| ? | †Prionogalidae                                                                      |
|   | †Prionogalidae                                                                      |
|   | †Hyaenodontidae                                                                     |
|   |                                                                                     |

| ? | †Prionogalidae  |
|   | †Prionogalidae  |
|   | †Hyaenodontidae |
|   |                 |

|   | †Oxyaenidae                                                                         |
|   |                                                                                     |
|   | \| ? \| †Prionogalidae \| \| \| †Prionogalidae \| \| \| †Hyaenodontidae \| \| \| \| |
|   |                                                                                     |
| ? | †Prionogalidae                                                                      |
|   | †Prionogalidae                                                                      |
|   | †Hyaenodontidae                                                                     |
|   |                                                                                     |

| ? | †Prionogalidae  |
|   | †Prionogalidae  |
|   | †Hyaenodontidae |
|   |                 |

|   | †Oxyaenidae                                                                         |
|   |                                                                                     |
|   | \| ? \| †Prionogalidae \| \| \| †Prionogalidae \| \| \| †Hyaenodontidae \| \| \| \| |
|   |                                                                                     |
| ? | †Prionogalidae                                                                      |
|   | †Prionogalidae                                                                      |
|   | †Hyaenodontidae                                                                     |
|   |                                                                                     |

| ? | †Prionogalidae  |
|   | †Prionogalidae  |
|   | †Hyaenodontidae |
|   |                 |

|   | †Oxyaenidae                                                                         |
|   |                                                                                     |
|   | \| ? \| †Prionogalidae \| \| \| †Prionogalidae \| \| \| †Hyaenodontidae \| \| \| \| |
|   |                                                                                     |
| ? | †Prionogalidae                                                                      |
|   | †Prionogalidae                                                                      |
|   | †Hyaenodontidae                                                                     |
|   |                                                                                     |

| ? | †Prionogalidae  |
|   | †Prionogalidae  |
|   | †Hyaenodontidae |
|   |                 |

|   | †Oxyaenidae                                                                         |
|   |                                                                                     |
|   | \| ? \| †Prionogalidae \| \| \| †Prionogalidae \| \| \| †Hyaenodontidae \| \| \| \| |
|   |                                                                                     |
| ? | †Prionogalidae                                                                      |
|   | †Prionogalidae                                                                      |
|   | †Hyaenodontidae                                                                     |
|   |                                                                                     |

| ? | †Prionogalidae  |
|   | †Prionogalidae  |
|   | †Hyaenodontidae |
|   |                 |

|   | †Oxyaenidae                                                                         |
|   |                                                                                     |
|   | \| ? \| †Prionogalidae \| \| \| †Prionogalidae \| \| \| †Hyaenodontidae \| \| \| \| |
|   |                                                                                     |
| ? | †Prionogalidae                                                                      |
|   | †Prionogalidae                                                                      |
|   | †Hyaenodontidae                                                                     |
|   |                                                                                     |

| ? | †Prionogalidae  |
|   | †Prionogalidae  |
|   | †Hyaenodontidae |
|   |                 |